# Sergej Beljavski
Sergej Ivanovitsj Beljavski (Russisch: Сергей Иванович Белявский) (Sint-Petersburg, 7 december [O.S. 25 november] 1883 - aldaar, 13 oktober 1953) was een Russisch astronoom.
Beljavski is geboren in Leningrad en was een lid van de Academie van Wetenschap van de Sovjet-Unie. Zijn werkgebied was astronomie en de studie van variabele sterren. Hij was de ontdekker van de komeet C/1911 S3 (Beljawsky). Ook was hij de ontdekker van een aantal planetoïden. Hij observeerde op het Simeiz Observatorium in de Krim.
Beljavski stierf in Leningrad op 69-jarige leeftijd.
- Gemeinsame Normdatei: 116114169
- International Standard Name Identifier: 0000 0000 1057 1713
- Nationale Bibliotheek van Letland: 000113131
- Virtual International Authority File: 72136439
- WorldCat: E39PBJg8BDY7JQQvxk39XXH3cP